# Calliodes barnsi
Calliodes barnsi is een vlinder uit de familie spinneruilen (Erebidae). De wetenschappelijke naam is voor het eerst geldig gepubliceerd in 1924 door Prout A. E..
De soort komt voor in tropisch Afrika.